# English Gardner
English Gardner (* 22. April 1992 in Philadelphia, Pennsylvania) ist eine US-amerikanische Leichtathletin. Sie ist spezialisiert auf die Sprintdisziplinen.

## Werdegang
Gardner gewann bei den US-amerikanischen Meisterschaften 2013 in Des Moines den Wettbewerb über 100 Meter. Mit ihrer Siegerzeit von 10,85 Sekunden egalisierte sie die Weltjahresbestzeit ihrer Landsfrau Barbara Pierre.
Bei den Weltmeisterschaften 2013 in Moskau erreichte sie das Finale über 100 Meter. Dieses absolvierte sie in 10,97 Sekunden und wurde damit Vierte. Mit der US-Sprintstaffel gewann sie die Silbermedaille, genauso wie 2015 bei den Weltmeisterschaften in Peking.
Mit neuer Bestleistung von 10,74 s gewann sie bei den US-Meisterschaften  und qualifizierte sich damit für die Olympischen Spiele 2016. Im dortigen 100-Meter-Finale belegte sie mit einer Zeit von 10,94 s den siebten Platz. Mit der 4-mal-100-Meter-Staffel gewann sie die Goldmedaille, nachdem das US-Team im Halbfinale zunächst den Stab verloren hatte, als Allyson Felix bei der Übergabe an Gardner von der auf der Nebenbahn laufenden Brasilianerin Franciela Krasucki behindert wurde, nach erfolgreicher Beschwerde aber in einem zusätzlichen Rennen alleine starten durfte und sich über die Zeit für das Finale qualifizieren konnte. Bei den Olympischen Spielen in Tokio trat sie im Vorlauf über 4-mal 100 Meter an. Nachdem die Staffel der Vereinigten Staaten im Finale den 2. Platz belegte, erhielt auch sie die Silbermedaille.